# 이즈카 미쓰노부
이즈카 미쓰노부(일본어: 飯塚 盈延, 1902년 10월 4일 ~ 1965년 9월 4일)는 일본공산당 당원이었으며, 또한 특별고등경찰의 밀정이었다. 스파이 M(スパイM)이라고도 불렸다. 사용한 가명으로는 마쓰무라 노보루(松村昇), 미네라 효조(峰原暁助), 아마노 히로(天野煕), 다카세 마사타카(高瀬正敬) 등. 제2차 일본공산당을 일망타진시킨 아타미 사건에 기여한, 공산당 사상 최대의 밀정이었다.
1902년 에히메현 슈소군 고마쓰정(지금의 사이조시) 출신. 1909년 소학교에 입학. 성적이 좋아 천재라는 소리를 들었다. 쌀 소동을 계기로 일본공산당 최초의 노동자 당원이 되었고, 와타나베 마사노스케가 이끌었던 동경합동조합에 투신함으로써 노동운동에 관여하기 시작했다. 제2차 일본공산당은 젊은 노동운동가로 촉망받던 그를 모스크바의 동방노력자공산대학(KUTV)에 유학보냈다. 하지만 유학 중 공산당에 환멸을 느낀 이즈카는 귀국 후 검거되고 전향한 뒤 경찰의 밀정이 되었다.
이즈카는 밀정으로서 당에 잠입, 비상시공산당 시대에 공산당 가옥자금국 책임자가 되어 1932년 8월 윤기협 사살사건, 동년 10월 적색깡패 사건으로 대표되는 다양한 권력도발적 정책을 지시했고, 동년 11월 아타미 사건 때 공산당 대표자들을 일제검거당하게 만들었다. 이즈카가 밀정임을 KUTV 동문이었던 가자마 조키치 위원장을 비롯한 당간부도 전혀 눈치채지 못했기에, 일반 당원들은 그의 과격한 활동방침에 조금의 의심도 품지 않고 따랐다. 그러나 아타미 사건으로 인한 일제검거 이후 조사와 재판에서 이즈카의 이름이 나오지 않자 당원들은 그가 경찰의 밀정이 아닐까 의심하게 되었다.
아타미 사건 이후 만주로 건너가 동생과 건축업을 했다. 이후 1976년 10월 28일 제78회 국회 징계위원회에서 공산당의 콘노 요지로 중의원 의원이 “이즈카는 평생 사회에서 도망치는 생활을 하며 홋카이도와 만주를 왕복하다 종전 후 가명으로 귀국한 이래 본적을 숨기고 가명을 계속 사용하면서 특고 끄나풀임이 밝혀지는 것을 두려워하며 방에 틀어박혀 살다 쇼와 40년 술독에 빠져 도망자의 비참한 생을 마감했다. 그러나 출생지 본적상의 이즈카 미쓰노부는 아직도 살아 있는 것으로 되어 있다”는 발언을 하면서 그 근황이 알려졌다.

## 참고 자료
- 小林峻一・鈴木隆一共著 『昭和史最大のスパイ・M―日本共産党を壊滅させた男』 ワック 、2006年。
- 立花隆 『 日本共産党の研究 』上下巻、 講談社 、1978年。
- 松本清張 『昭和史発掘』第十三話 「スパイ“M”の謀略」（文春文庫新装版第3巻（2005年。 ISBN 4167697025 ）所収）